# Classics Volume One
Classics Volume One – szósty album studyjny amerykańskiej wytwórni Two Steps from Hell, wydany 11 czerwca 2013.

## Lista utworów
Źródło: Discogs
| Nr  | Tytuł                   | Długość |
| --- | ----------------------- | ------- |
| 1.  | „Nemesis”               | 1:19    |
| 2.  | „Armada”                | 3:04    |
| 3.  | „Magnan Imus”           | 2:47    |
| 4.  | „Jump!”                 | 4:36    |
| 5.  | „Sons of War”           | 1:57    |
| 6.  | „Return from Darkness”  | 3:34    |
| 7.  | „Strength of an Empire” | 3:51    |
| 8.  | „Eternal Sorrow”        | 2:20    |
| 9.  | „The Ancients”          | 2:57    |
| 10. | „Birth of a Hero”       | 2:13    |
| 11. | „Sky Titans”            | 2:07    |
| 12. | „Path to Earth”         | 2:21    |
| 13. | „Earth Rising”          | 3:21    |
| 14. | „Ironheart”             | 3:12    |
| 15. | „Fortress of Seduction” | 2:21    |
| 16. | „Clairvoyant”           | 2:07    |
| 17. | „White Witch”           | 2:42    |
| 18. | „Spirit of Moravia”     | 1:50    |
| 19. | „The Cross of Antiquan” | 2:30    |
| 20. | „Asimov”                | 2:12    |
| 21. | „Stormwatch”            | 2:20    |
| 22. | „The World Is Mind”     | 2:19    |
| 23. | „Little Ben”            | 3:49    |

## Notowania na listach przebojów
| Kraj              | Lista              | Najwyższa pozycja |
| ----------------- | ------------------ | ----------------- |
| Stany Zjednoczone | Heatseekers Albums | 23                |